# Corticaria pinicola
Corticaria pinicola is een keversoort uit de familie schimmelkevers (Latridiidae). De wetenschappelijke naam van de soort werd in 1866 gepubliceerd door Charles Nicolas François Brisout de Barneville.